# Hammersmith Police Station

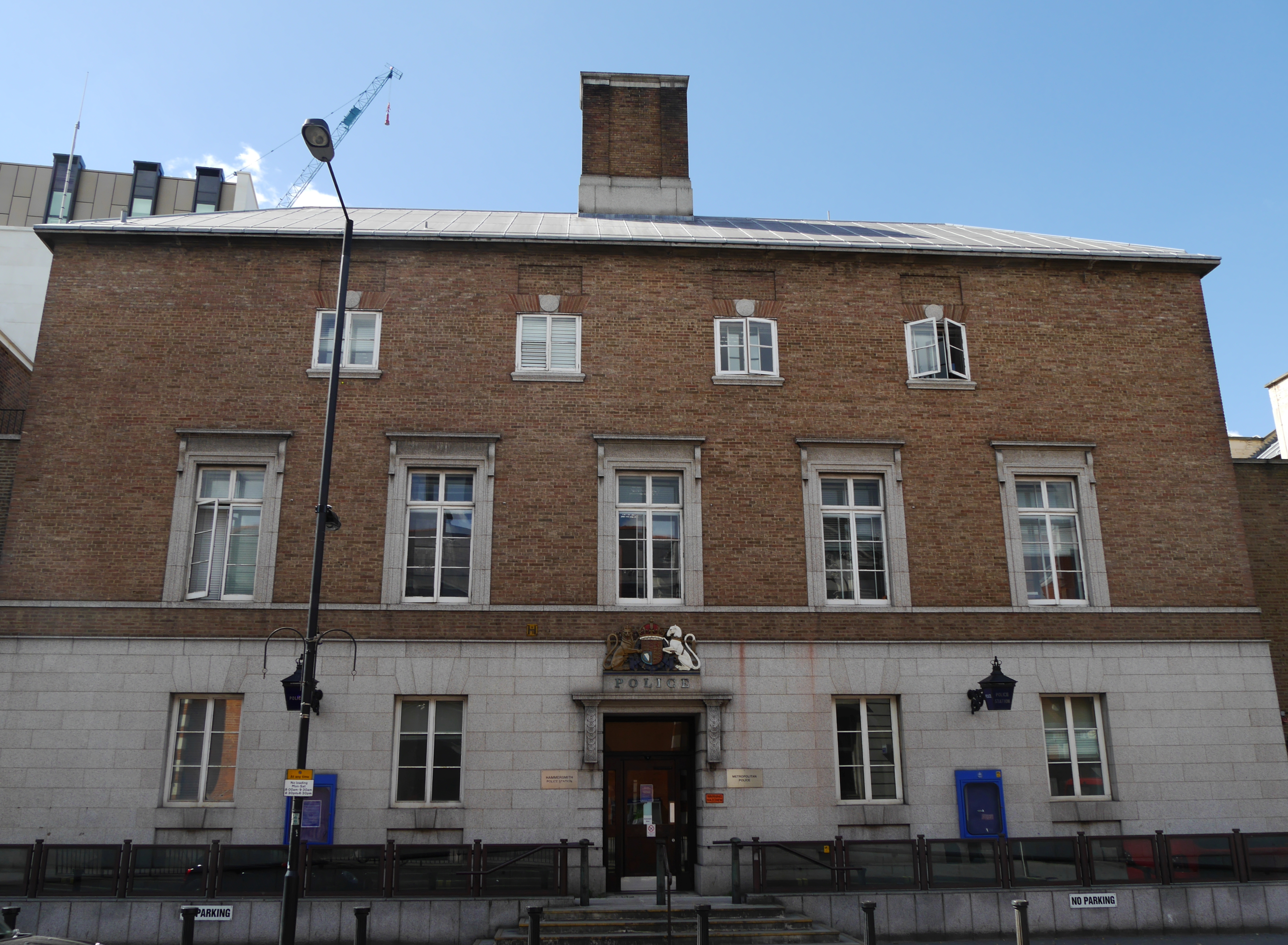
A Hammersmith Police Station.

Hammersmith Police Station (em português:  Estação de polícia de Hammersmith) é um prédio na 226 Shepherd's Bush Road, Hammersmith, Londres.
Foi construído em 1939 e o arquiteto responsável pelo projeto foi Donald McMorran de Farquharson and McMorran.